# 2000 في كازاخستان
فيما يلي قوائم الأحداث التي وقعت خلال عام 2000 في كازاخستان.

## رياضة
- 1 يناير – دوري كازاخستان الممتاز 2000 الفائز FC Zhenis [الإنجليزية]‏.

## مواليد

### يناير
- 12 يناير – زهانسايا عبد الملك لاعبة شطرنج كازاخستانية.

### فبراير
- 4 فبراير – يركيبولان سيداخميت لاعب كرة قدم كازاخستاني.

## وفيات

### ديسمبر
- 31 ديسمبر – بكزات ستارتخانوف (مواليد 1980) ملاكم كازاخستاني.